# Tarnówko (Grande-Pologne)
Pour les articles homonymes, voir Tarnówko.
Tarnówko (prononciation : [tarˈnufkɔ]) est un village polonais de la gmina de Połajewo dans le powiat de Czarnków-Trzcianka de la voïvodie de Grande-Pologne dans le centre-ouest de la Pologne.
Il se situe à environ 10 kilomètres à l'ouest de Połajewo (siège de la gmina), 14 kilomètres au sud de Czarnków (siège du powiat), et à 48 kilomètres au nord-ouest de Poznań (capitale de la Grande-Pologne).

## Histoire
De 1975 à 1998, le village faisait partie du territoire de la voïvodie de Piła.

Depuis 1999, Tarnówko est situé dans la voïvodie de Grande-Pologne.